# Vincenzo Zappone
Vincenzo Zappone (* 28. Dezember 1921 in Caramanico Terme; † 6. Dezember 2007 in Pescara) war ein italienischer Schriftsteller, der seine poetischen Schriften vorwiegend in abruzzesischem Dialekt verfasste.

## Biographie
Zappone arbeitete zunächst als Eisenbahner in Pescara. Bekanntheit erlangte er als Autor von Gedichten, Liedern und Büchern in abruzzesischem Dialekt. Zappone komponierte zudem Kinderlieder. Das 1975 veröffentlichte Gedicht L’Antoniano widmete er dem Zecchino d’Oro. Eines seiner bekanntesten Gedichte war La radice quadrate (Die Quadratwurzel), welches im Werk Lu vente de la Majelle. Poesie dialettali erschien.

„Lu prufessò! sta vote n-c’é ncarràte, e lu bardɑ̃sçia mì a s’à mmattite, per tutte la jurnate l’à cercate, la radice quadrate, e n-n’à finite. Ji so nu buscaióle respettate, le piante le cunòsce a menadite; lu prufessore, forse, s’à sbajiàte, oppure, Antò, tu nen li sì capite. Stu mònne lu prugresse l’à mpazzite le ràdeche alle piante j’à cagnate! ma... po’ de bótte ce sò repenzate: – Pussìbbele che n’ómmene struíte, se trove a-ccuscì rrete e n-z’à mparate, ca la radice è tònne e no quadrate?“

Anlässlich der Landung der Apollo-12-Astronauten auf dem Mond schrieb er «l’inno all’Astronauta», die Hymne des Astronauten. Anschließend erhielt er einen Glückwunschbrief von der NASA und den Astronauten Charles Conrad, Richard Gordon und Alan LaVern Bean.
Mit seiner Frau Antonietta hatte Zappone die Söhne Andrea und Antonio und die Tochter Laide.

## Werke (Auswahl)
- Lu vente de la Majelle. Poesie dialettali. 5 Auflagen 1972–1992, zuletzt Marino Solfanelli editore, Chieti 1992, ISBN 88-7497-460-4.
- Caramanico nella valle della majella. Tradizioni e folclore. Tecnografika, Chieti 1986, ohne ISBN
- San Valentino. Castel della Pietra, tradizioni e folclore. Tecnografika, Chieti 1982.
- Santa Femi'. La perla della Valle d'Orte. Marchionne, Chieti o. J., 1982?
- ...Aua'...! Umorismo paesano. Edigrafital, Sant'Atto, Teramo 1978.
- Lu mare che ffa? Poesie dialettali. Ferretti, Pescara 1973.